# Comair
Comair fue una aerolínea filial de Delta Airlines, fundada en 1977. Estaba especializada en el mercado de vuelos nacionales en el interior de Estados Unidos, Canadá y Bahamas con la librea de Delta Connection. Comair cerró sus operaciones el 29 de septiembre de 2012.

## Flota
Su flota de 110 aeronaves del fabricante canadiense Bombardier volaba a 110 ciudades con 920 vuelos diarios. Estos aparatos son (a 1 de diciembre de 2010):
- 77 CRJ100ER
- 5 CRJ200ER
- 15 CRJ700

## Accidentes e incidentes
En 1996 y 1997, Comair sufrió serios accidentes en Orlando y Monroe, en el que perdieron la vida 29 personas.[cita requerida]

## Caso de la falla del software heredado
A finales de diciembre de 2004, una rigurosa tormenta de invierno cayó sobre el Valle de Ohio. La nieve y el hielo perjudicaron de tal manera los aviones, pistas y operaciones que Comair tuvo que cancelar o retrasar más del 90 por ciento de sus vuelos entre 22 y 24 de diciembre. El mal tiempo y las cancelaciones serían, sin embargo, sólo parte de un problema mucho mayor. El día 25, el software de gestión de tripulación, entonces con aproximadamente dos décadas de uso, simplemente entró en colapso. Nadie de Comair sabía que el software registraba cambios de escala con un contador anticuado, que no contenía más de 37.768 cambios por mes.
Las tempestades de los días anteriores habían llevado a tantos cambios de escala que el software llegó al límite y entró en crisis. Toda la programación de vuelos de 25 de diciembre y 90 por ciento de la programación del día siguiente simplemente desaparecieron. Comair no tenía un sistema de reserva y el proveedor de software necesitó un día entero para revertir el fallo. La empresa sólo volvió a funcionar normalmente el 29 de diciembre, pero el estrago ya estaba hecho. En cuestión de unos pocos días, Delta perdió prácticamente todo el beneficio producido por Comair en el trimestre anterior.
Comair sostuvo que la pieza central del problema fue el mal tiempo, no las limitaciones de su viejo software. En marzo de 2005, la compañía aérea aún no había implementado el nuevo paquete de software SABRE. Continuaba usando el sistema legado SBS, dividido en dos módulos, de manera que los cambios en la escala de los pilotos y los cambios en la escala de las azafatas tengan, cada grupo, un límite mensual de 32 mil. Comair también estuvo monitoreando desde ese momento el volumen de transacciones con más cuidado.
Terry Tripler, especialista del sector que actúa en Minneapolis, clasificó la actitud de Comair como "inexcusable" y comparó el desastre a una situación en la que todas las cajas registradoras de Wal-Mart se rompieron en las vísperas de Navidad.